# Istedgade
Istedgade (también llamada "Strassen") es una calle de alrededor de un kilómetro de extensión ubicada en el distrito de Vesterbro, en Copenhague (Dinamarca). Comienza en la Estación Central y corre paralela a Vesterbrogade hasta Enghave Plads y Enghaveparken. Desde la estación en el distrito de hoteles baratos, pasa por la zona considerada barrio rojo, en el que ronda el negocio de la prostitución, así como el menudeo de drogas. Los bloques de viviendas que alberga, originales de 1900, han sufrido una importante modernización. Generalmente se considera el corazón de Vesterbro y fue una arteria de tráfico principal hasta 2013, cuando se instalaron medidas para reducir el tráfico en la calle.

## Historia
La historia de Istedgade se remonta a 1858, cuando se completaron los primeros edificios alrededor de Gasvejen (hoy llamado Gasværksvej), pero no fue hasta 1859 que Istedgade obtuvo su nombre oficial. Posteriormente la calle creció rápidamente hacia la estación de tren, y en 1900 Istedgade llegó a Enghave Plads. Su nombre hace mención a la batalla de Isted, que tuvo lugar en 1850 durante la Primera Guerra de Schleswig. Istedgade pronto se hizo conocida por ser una colorida zona de entretenimiento, con posadas y bares donde se realizaba la prostitución. Durante la Segunda Guerra Mundial, Istedgade era conocida por su resistencia a los alemanes y el grupo de resistencia Holger Danske se fundó en la trastienda de la "Stjerne Radio" en el n.º 31, que hoy es un museo. Durante la huelga del verano de 1944, hubo un violento enfrentamiento entre los habitantes de Vesterbro y el ejército alemán. Después del "lanzamiento de pornografía" en 1969, Istedgade se convirtió en una de las calles donde casi todas las demás tiendas vendían revistas, juguetes sexuales...
La historia de la calle, arraigada en la clase trabajadora clásica, contrasta con los costosos apartamentos reformados de hoy y la vida urbana moderna. Antes de la renovación urbana de los años 1990, la calle se caracterizaba por la construcción de especulaciones con pequeños departamentos de mala calidad y gran pobreza social, pero había unidad entre los habitantes. El lema "Istedgade overgiver sig aldrig" ("traducido como "Istedgade nunca se rinde") se originó en la huelga popular de 1944, cuando se arrojaron folletos por las ventanas de los apartamentos superiores con el texto "Rom og Paris kan I ta – men Stalingrad og Istedgade overgiver sig aldrig" (traducido como "puedes tomar Roma y París, pero Stalingrado e Istedgade nunca se rinden").
En su mayoría tranquilo y diverso, Istedgade cuenta con una rica vida nocturna, volviéndose un destino atractivo para jóvenes y turistas, aunque también en negocios diurnos para familias, que optan por quedarse en la zona y buscar piso en lugar de mudarse a los alrededores o preferir los suburbios como destino. Hoy en día, Istedgade y algunas de las calles laterales adyacentes son conocidas por sus numerosos hoteles, tiendas de diseño, cafeterías, tabernas, bares, sex-shops y restaurantes. Además de los numerosos turistas, también hay algunas prostitutas callejeras, drogadictos, alcohólicos y personas sin hogar. En apoyo de estos están Kirkens Korshær (El Ejército de la Iglesia), Mariakirken (La Iglesia de María) y Mændenes Hjem (Hogar de Hombres). Las prostitutas de Istedgade suelen ser de origen extranjero, principalmente de África y Europa del Este. En agosto de 2012, Istedgade se convirtió en objeto de mucha cobertura mediática, debido a que la policía no intervino con los traficantes de drogas en Vesterbro.